# Campionati del mondo di ciclismo su strada 2011 - Cronometro maschile Junior
La cronometro maschile Junior dei Campionati del mondo di ciclismo su strada 2011 è stata corsa il 18 settembre in Danimarca, a Copenaghen, su un percorso totale di 27,8 km. Il danese Mads Würtz Schmidt ha vinto la gara con il tempo di 35'07", alla media di 47,483 km/h.

## Classifica (Top 10)
| Pos. | Corridore                | Squadra       | Tempo  |
| ---- | ------------------------ | ------------- | ------ |
| 1    | Mads Würtz Schmidt       | Danimarca     | 35'07" |
| 2    | James Oram               | Nuova Zelanda | a 4"   |
| 3    | David Edwards            | Australia     | a 20"  |
| 4    | Marcus Fäglum Karlsson   | Svezia        | a 32"  |
| 5    | Yuriy Vasyliv            | Germania      | a 39"  |
| 6    | Casper von Folsach       | Danimarca     | s.t.   |
| 7    | Kristopher Jorgenson     | Stati Uniti   | a 46"  |
| 8    | Jonathan Dibben          | Gran Bretagna | a 48"  |
| 9    | Pierre-Henri Lecuisinier | Francia       | a 49"  |
| 10   | Sondre Holst Enger       | Norvegia      | s.t.   |